# Años 1450
Los años 1450 o década del 1450 empezó el 1 de enero de 1450 y terminó el 31 de diciembre de 1459.

## Acontecimientos
- Los turcos otomanos conquistan Constantinopla en 1453. Fin del Imperio bizantino
- Calixto III sucede a Nicolás V como papa en el año 1455.
- Batalla de Aibar

## Personas destacadas
- Johannes Gutenberg, junto con Schaefer, publica el primer libro impreso: la Biblia Mazarina o "de las cuarenta y dos líneas".